# Craig Shaw Gardner
Craig Shaw Gardner (Rochester, 2 luglio 1949) è uno scrittore statunitense.
Famoso per la sua produzione di parodie fantasy in modo simile a Terry Pratchett e per le numerose novelizzazioni di film.
È membro della Swordsmen and Sorcerers' Guild of America  (SAGA) un'associazione di scrittori di heroic fantasy fondata negli anni sessanta. I suoi lavori sono stati inclusi nella serie di antologie Flashing Swords! curate da Lin Carter.

## Opere

### Serie

#### Ebenezum
- A Malady of Magicks (1986) (inedito in Italia)
- A Multitude of Monsters (1986) (inedito in Italia)
- A Night in the Netherhells (1987) (inedito in Italia)

The Exploits of Ebenezum, Omnibus (inedito in Italia)

#### Wuntvor
- A Difficulty with Dwarves (1987) (inedito in Italia)
- An Excess of Enchantments (1988) (inedito in Italia)
- A Disagreement with Death (1989) (inedito in Italia)

The Wanderings of Wuntvor, Omnibus

#### The Cineverse Cycle
- Slaves of the Volcano God (1989) (inedito in Italia)
- Bride of the Slime Monster (1990) (inedito in Italia)
- Revenge of the Fluffy Bunnies (1990) (inedito in Italia)

The Cineverse Cycle (1990), pubblica anche come The Cineverse Cycle Omnibus (1992) (inedito in Italia)

#### Arabian Nights
- The Other Sinbad (1991) (inedito in Italia)
- A Bad Day for Ali Baba (1992) (inedito in Italia)
- Scheherazade's Night Out (1992), pubblica anche come The Last Arabian Night (1993) (inedito in Italia)

#### Dragon Circle
- Dragon Sleeping (1994), pubblica anche come Raven Walking (inedito in Italia)
- Dragon Waking (1995) (inedito in Italia)
- Dragon Burning (1996) (inedito in Italia)

#### The Changeling War
Scritto con lo pseudonimo Peter Garrison
- The Changeling War (1999) (inedito in Italia)
- The Sorcerer's Gun (1999) (inedito in Italia)
- The Magic Dead (2000) (inedito in Italia)

#### Abbadon Inn
- Dark Whispers (2005), scritto con lo pseudonimo Chris Blaine (inedito in Italia)

### Antologie
- The Purple Book of Peculiar Stories (2004) (inedito in Italia)
- A Cold Wind in July (2012) (inedito in Italia)

### Romanzi novelizzazioni
- The Lost Boys (1987) basato sull'omonimo film di Joel Schumacher.
- Wishbringer (1988) basato sull'omonimo videogioco della Infocom.
- Batman (1989) basato sull'omonimo film di Tim Burton.
- Ritorno al futuro - Parte II (Back to the Future: Part II) (1989).
- Ritorno al futuro - Parte III (Back to the Future Part III) (1990).
- Batman - Il ritorno (Batman Returns) con Sam Hamm e Daniel Waters (1992) basato sull'omonimo film di Tim Burton.
- The 7th Guest con Matthew J. Costello (1995) basato sull'omonimo videogioco rompicapo.
- Leprechauns (1999) basato sull'omonimo film tv.
- Jason and the Argonauts scritto nel 2000 ma non pubblicato e basato sull'omonima miniserie tv.

### Altri scritti basati su film e con licenza di proprietà
- The Batman Murders (1990). (inedito in Italia)
- Spider-Man: Wanted Dead or Alive (1998). (inedito in Italia)
- Return to Chaos (Buffy novel) (1998) basata sull'omonima serie tv. (inedito in Italia)
- Dark Mirror (Angel novel) (2004) basata sull'omonima serie tv. (inedito in Italia)
- Battlestar Galactica: The Cylons' Secret (2006). (inedito in Italia)